# Rina Massardi
Rina Massardi (Virle Treponti, Italia, 21 de junio de 1897 - Montevideo, 23 de julio de 1979) fue una cantante lírica, actriz y directora de cine ítalouruguaya, responsable de la primera película lírica sudamericana, estrenada en 1938.

## Biografía
Romarina Massardi nació en Virle Treponti, un pueblo ubicado en la provincia de Brescia, hija de un marmolista italiano que trasladó a la familia a Montevideo para trabajar en la construcción del Palacio Legislativo. Massardi estudió canto lírico en Montevideo, comenzó a cantar profesionalmente y se presentó en diferentes escenarios del país. En 1923 recibió una beca para estudiar en Milán y luego en la Academia Nacional de Santa Cecilia en Roma.
A partir de 1930 comenzó su carrera como soprano, actuó en el Teatro Solís de Montevideo y en el Teatro Colón de Buenos Aires. En 1934 viajó a Estados Unidos, registró su viaje con una cámara de 16 mm y concibió el proyecto de escribir un guion y hacer una película. Al regresar a Montevideo comenzó la realización de la misma que se estrenaría cuatro años después. Fue su única película, aunque siguió filmando viajes y eventos familiares hasta 1951. Continuó con su carrera lírica hasta 1956 y luego se dedicó a dar clases de canto. Falleció en 1979 a los 82 años.

## ¿Vocación?
La película titulada ¿Vocación?, de una hora y tres minutos de duración, creada, dirigida, interpretada y producida por Massardi, fue estrenada en Montevideo en agosto de 1938 sin gran éxito de público. Se exhibió en Uruguay, Argentina, Chile y Venezuela. En 1939 fue seleccionada en el VII Festival Internacional de Cine de Venecia.
La protagonista, Eva Lauri, interpretada por Rina Massardi, viaja a la capital con aspiraciones de convertirse en cantante lírica y gracias a su fe consigue triunfar. La historia tiene carácter autorreferencial.

## Reconocimiento
En 2013, la artista visual uruguaya Inés Olmedo publicó su investigación sobre la vida y obra de la artista y realizó exposiciones bajo el título Rina, la primera, colaborando a la legitimación de Rina Massardi como la primera cineasta uruguaya y a la puesta en valor y conocimiento de su obra.